# زمین‌لرزه ۲۰۰۵ رویچانگ
زمین‌لرزه رویچانگ  در تاریخ ۲۶ نوامبر ۲۰۰۵ میلادی، برابر با ‎۵ آذر ۱۳۸۴، ساعت ۰:۴۹:۳۷ به زمان یوتی‌سی در چین ، منطقه رویچانگ رخ داد. ژرفای این زلزله ۱۰٫۵ کیلومتر بود، و بزرگی آن ۵٫۲ در مقیاس Mw اعلام شده‌است. زمین‌لرزه به وقت محلی در روز شنبه، ساعت ۸ روی داده و منطقه زمانی آن یوتی‌سی +۸ بوده‌است .
سازمان زمین‌شناسی آمریکا نیز رومرکز این زمین‌لرزه را در مختصات ۲۹°۴۱′۴۲″شمالی ۱۱۵°۴۱′۲۰″شرقی / ۲۹٫۶۹۵°شمالی ۱۱۵٫۶۸۹°شرقی و ژرفای آنرا در ۱۰ کیلومتر گزارش کرده‌است. بزرگی برگزیدهٔ این سازمان از میان بزرگیهای محاسبه‌شدهٔ مختلف ۵٫۲ در مقیاس Mw بوده و از دید اثر، در میان چهار دسته‌بندی «نامحسوس»، «محسوس»، «زیان‌آور» یا «با تلفات»، زلزله را «با تلفات» اعلام کرده‌است.۱۵۰۰۰۰ ساختمان در زمین‌لرزه خراب شده‌است.
پروژهٔ «تنسور گشتاور مرکزوار» زاویه‌های (راستا، شیب، ریک) گسل سازندهٔ زمین‌لرزه و صفحه عمود بر آنرا (°۳۲۴، °۵۷، °۲۳) یا (°۲۲۱، °۷۱، °۱۴۵) و نوع گسل را «امتدادلغز» فرارسانده‌است.
شمار کشتگان زلزله حدود ۱۶ نفر بوده‌است.تعداد زخمیان ۸۰۰۰ نفر برآورده شده‌است.